# Condado de Worth (Misuri)
El condado de Worth (en inglés: Worth County), fundado en 1861, es uno de 114 condados del estado estadounidense de Misuri. En el año 2000, el condado tenía una población de 2,382 habitantes y una densidad poblacional de 3 personas por km². La sede del condado es Grant City.

## Geografía
Según la Oficina del Censo, el condado tiene un área total de 692 km² (267,2 mi²), de la cual 692 km² (267,2 mi²) es tierra y 0 km² (0 mi²) (0.0%) es agua.

### Condados adyacentes
- Condado de Taylor (Iowa) (noroeste)
- Condado de Ringgold (Iowa) (noreste)
- Condado de Harrison (este)
- Condado de Gentry (sur)
- Condado de Nodaway (oeste)

## Demografía
Según la Oficina del Censo en 2000, los ingresos medios por hogar en el condado eran de $27,471, y los ingresos medios por familia eran $34,044. Los hombres tenían unos ingresos medios de $24,138 frente a los $17,300 para las mujeres. La renta per cápita para el condado era de $14,367. Alrededor del 14.30% de la población estaban por debajo del umbral de pobreza.

## Localidades
| - Allendale - Denver | - Grant City - Irena | - Sheridan - Worth | - Municipio de Allen |